# Austroagallia nigrasterna
Austroagallia nigrasterna är en insektsart som beskrevs av Timothy M. Cogan 1916. Austroagallia nigrasterna ingår i släktet Austroagallia och familjen dvärgstritar. Inga underarter finns listade i Catalogue of Life.